# Discoprosthides patagoniensis
Discoprosthides, Discoprosthididae
Famille
Genre
Espèce
Discoprosthides patagoniensis est une espèce bathyale de vers plats, la seule du genre Discoprosthides et de la famille des Discoprosthididae. Cette famille appartient à la super-famille des Stylochoidea (sous-ordre des Acotylea, ordre des Polycladia). Discoprosthides patagoniensis a été découverte au large de l'Argentine.

## Systématique
Les noms valides complets (avec auteur) de ces taxons sont :
- pour la famille : Discoprosthididae Faubel, 1983[1].
- pour le genre : Discoprosthides Faubel, 1983[1]
- pour l'espèce : Discoprosthides patagoniensis Faubel, 1983[1]